# Veronika Odén
Lisbet Veronica Odén född 5 juli 1972, är en svensk konstnär.

## Biografi
Odén studerade vid Kyrkeruds folkhögskolas estetiska linje 1992–1994, Stenebyskolan i Dals Långed 1994–1995 och vid Gerlesborgsskolan 1995–1996. Separat har hon ställt ut på bland annat Galleri Thalberg i Kornsjö 2005, Silvénska Villan i Säffle 2010, Ohlálá V Tartes-shop i Berlin 2011-2012 och Not Quite i Fengersfors 2014 och deltagit i samlingsutställningar på bland annat Kristinehamns konstmuseum 2005, Värmlands museum 2006, Konstfrämjandet i Karlstad 2007, Konsthallen i Trollhättan 2009, Nordiska travmuseet i Årjäng 2010, Rackstadmuseet 2010 och i Dals-Långed 2012.
Hon har tilldelats Pingels ungdomsstipendium 2008. 
Odén är representerad i Landstinget Värmland, Dals-Eds kommun och Årjängs kommun. 